# 귀네드의 에드워드 1세 시대 성곽군

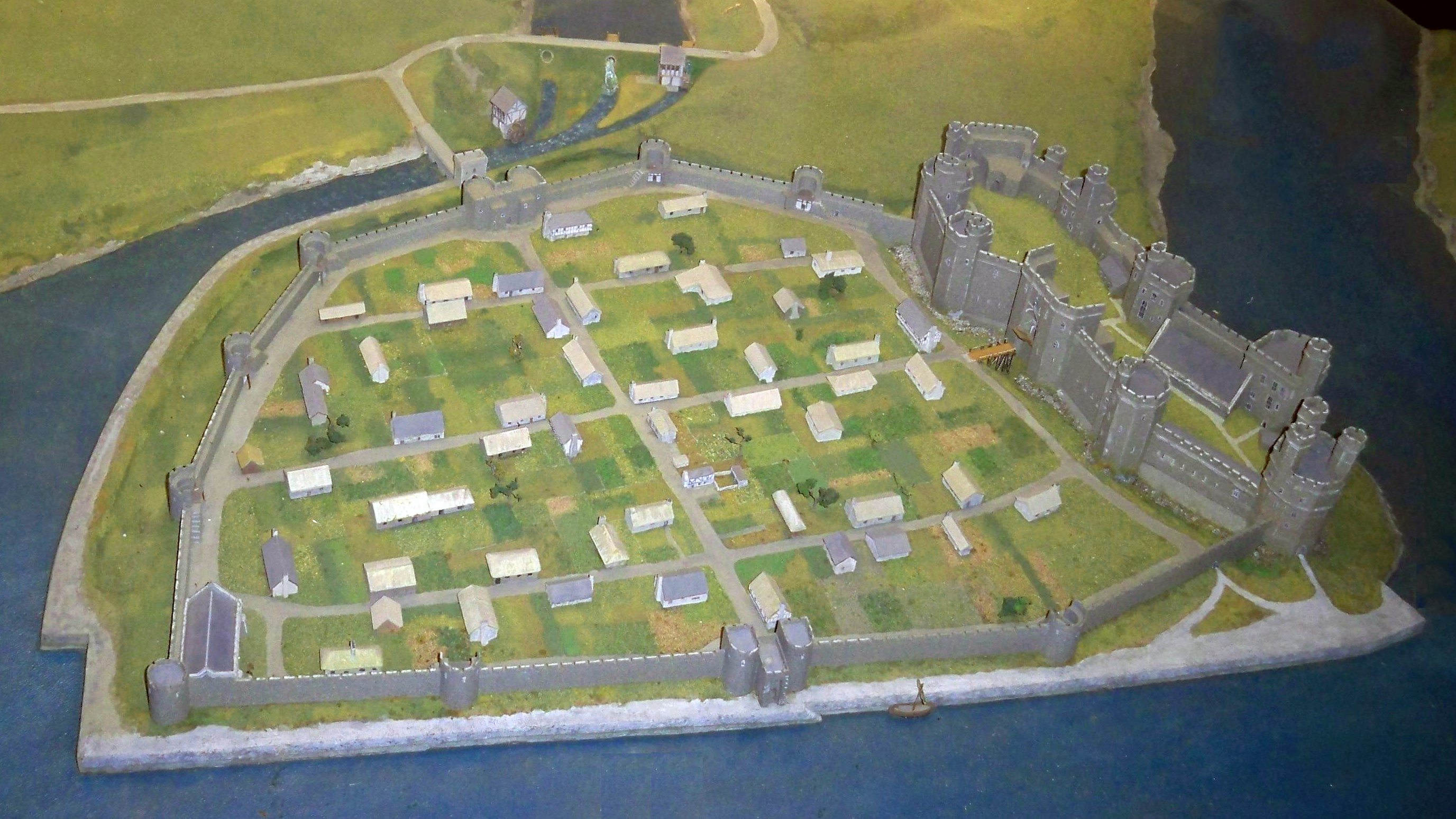
카나번의 성관(오른쪽 끝 부분)과 읍성(나머지 성곽)

귀네드의 에드워드 1세 시대 성곽군(Castles and Town Walls of King Edward in Gwynedd)은 웨일스 귀네드에 있는 방어시설 유적군이다. 유네스코 세계유산으로 등록되어 있다. 보매리스·할렉 성관과 카나번·콘위의 성관 및 읍성이 이 유적군에 포함된다. 유네스코는 이 건물들을 '13세기 말과 14세기 초 유럽 군사 건축의 가장 훌륭한 본보기들'이라고 설명한다.
1282년 잉글랜드 국왕 에드워드 1세가 북웨일스를 침공하면서 축성했다. 에드워드는 웨일스에 할거하던 켈트족 공후들을 쓰러뜨리고 웨일스를 영구 식민화했다. 그러면서 성관과 읍성들로 보호되는 새 거주지들을 만들어 잉글랜드인들이 거기 이주하도록 했다. 1294년 잉글랜드 식민주의에 반발하는 켈트족 웨일스인들이 마독 압 허웰린의 지도하에 반란을 일으켰다. 이 때 콘위와 할렉은 바다를 통해 보급을 받아 반란군을 막아냈지만 아직 축성이 완공되지 않았던 카나번은 함락당했다. 반란이 진압된 뒤 에드워드는 스코틀랜드 방면에서 새로운 전쟁을 하고 있었기에 축성에 필요한 기금을 제대로 댈 수 없었고 축성 속도는 느려졌다. 결국 1330년 축성이 중단되고 카나번과 보매리스의 요새화는 완성되지 못했다.
이 때 에드워드 1세가 축성한 방어시설들은 이후 몇 세기 동안 북웨일스를 둘러싼 분쟁에서 중대한 역할을 했는데, 대표적으로 15세기 초 글린두르 봉기나 15세기 말의 장미전쟁에서의 활약이 있다. 1485년 웨일스 출신의 튜더 왕조가 잉글랜드 국왕위를 차지하면서 웨일스 지역의 분쟁이 소강되어 이 성들의 군사적 중요도도 일시적으로 감소했다. 하지만 17세기 잉글랜드 내전 때 다시 전쟁에 동원되었다. 내전 이후 의회파는 콘위와 할렉의 성벽 일부를 헐었으나, 스코틀랜드의 왕당파의 침공을 우려하여 카나번과 보매리스의 성은 그대로 유지했다. 하지만 17세기 말에 접어들면서 거의 폐허가 되었고, 18세기 말에서 19세기 초에는 예술가들의 관광지로 전락했다. 빅토리아 시대 들어 일대의 접근성이 좋아지면서 관광객수도 계속 늘어났다. 20세기 들어 영국 정부가 많은 예산을 들여 성관과 읍성의 대부분을 중세 때의 모습으로 복원했고, 1986년 세계유산으로 등록되었다.